# Kaliumhydrid
Kaliumhydrid ist eine anorganische chemische Verbindung des Kaliums aus der Gruppe der Hydride.

## Gewinnung und Darstellung
Kaliumhydrid bildet sich langsam aus den Elementen Kalium und Wasserstoff ab 260 °C, mit hinreichender Geschwindigkeit ab 350 °C. Dagegen bildet sich Natriumhydrid bereits ab 80 °C, mit hinreichender Geschwindigkeit ab 250 °C.
{\displaystyle \mathrm {2\ K+H_{2}\longrightarrow 2\ KH} }

## Verwendung
Da Kaliumhydrid eine sehr starke Base ist, kann es zum Deprotonieren von organischen Molekülen verwendet werden. Obwohl es reaktiver als Natriumhydrid ist, wird es aufgrund der umständlichen Handhabe seltener im Labor verwendet.

## Sicherheitshinweise
Kaliumhydrid reagiert mit Wasser unter Bildung von Wasserstoffgas:
{\displaystyle {\ce {KH + H2O -> KOH + H2}}}
Die Reaktion kann dabei so viel Wärme entwickeln, dass sich das Wasserstoffgas entzündet. Kaliumhydrid wird daher von den Herstellern als Dispersion in Mineralöl vertrieben. Einer Studie zufolge ist eine Homogenisierung mit Paraffin möglich.